# ۱۸۹۲
سال ۱۸۹۲ (هزار و هشتصد و نود و دو) میلادی، سومین سال از دهه ۱۸۹۰ در سده ۱۹ میلادی بود

## رویدادها
- ۳۱ اکتبر – انتشار ماجراهای شرلوک هلمز، اولین مجموعه از داستان‌های شرلوک هولمز اثر آرتور کانن دویل

## مرگ‌ها
- ۲۱ ژانویه – جان کاوچ آدامز، ریاضی‌دان و ستاره‌شناس بریتانیایی (ز. ۱۸۱۹)
- ۱۷ آوریل – الکساندر مکنزی، سیاست‌مدار کانادایی (ز. ۱۸۲۲)
- ۲۲ آوریل – ادوارد لالو، طراح رقص و آهنگساز فرانسوی (ز. ۱۸۲۳)
- ۷ سپتامبر – جان گرینلیف ویتیر، نویسنده و شاعر آمریکایی
- ۶ اکتبر – آلفرد تنیسون، شاعر بریتانیایی (ز. ۱۸۰۹)
- ۱۲ اکتبر – ارنست رنان، تاریخ‌نگار، نویسنده، و فیلسوف فرانسوی (ز. ۱۸۲۳)
- ۲۵ اکتبر – کارولین هریسون، سیاست‌مدار آمریکایی (ز. ۱۸۳۲)

## تولدها
- ۱۸ ژانویه - اولیور هاردی
- ۴ فوریه – آندرو نین انقلابی کاتالان اسپانیایی
- ۸ آوریل - مری پیکفورد، بازیگر کانادایی
- ۷ مه – یوسیپ بروز تیتو رئیس‌جمهور یوگسلاوی و رهبر اتحادیه کمونیست‌های یوگسلاوی
- ۲۶ ژوئن - پرل باک نویسنده آمریکایی و برنده جایزه پولیتزر و نوبل ادبیات
- ۱۰ سپتامبر – آرتور هالی کامپتون فیزیکدان آمریکایی
- ۳۱ اکتبر - الکساندر آلخین: شطرنج باز روسی و قهرمان شطرنج جهان.
- ۵ نوامبر – جان ب. اس. هالدین متخصص ژنتیک و زیست‌شناسی تکاملی اهل بریتانیا و از دانشمندان مارکسیست و کمونیست
- ۳۱ ژانویه – ادی کانتور، بازیگر، خواننده، و فیلمنامه‌نویس آمریکایی (د. ۱۹۶۴)
- ۲۷ فوریه – ویلیام دمارست، بازیگر آمریکایی (د. ۱۹۸۳)
- ۱۹ آوریل – ژرمن تایفر، طراح رقص و آهنگساز فرانسوی (د. ۱۹۸۳)
- ۳ مه – جرج پاجت تامسون، فیزیک‌دان بریتانیایی (د. ۱۹۷۵)
- ۱۱ مه – مارگارت رادرفورد، بازیگر بریتانیایی (د. ۱۹۷۲)
- ۲۱ ژوئن – راینهولد نیبور، الهی‌دان آمریکایی (د. ۱۹۷۱)
- ۳۰ ژوئن – اسوالد پوهل، سیاست‌مدار آلمانی (د. ۱۹۵۱)
- ۱ ژوئیه – جیمز کین، فیلمنامه‌نویس آمریکایی (د. ۱۹۷۷)
- ۲۹ ژوئیه – ویلیام پاول، بازیگر آمریکایی (د. ۱۹۸۴)
- ۸ اوت – رافائل مونه‌رو آرنزادی، بازیکن فوتبال اسپانیایی (د. ۱۹۲۲)
- ۱۶ اوت – لویی دو بروی، فیزیک‌دان فرانسوی (د. ۱۹۸۷)
- ۶ سپتامبر – ادوارد ویکتور اپلتون، فیزیک‌دان و ستاره‌شناس بریتانیایی (د. ۱۹۶۵)
- ۴ اکتبر – انگلبرت دلفوس، سیاست‌مدار و دیپلمات اتریشی (د. ۱۹۳۴)
- ۹ نوامبر – اریش آورباخ، زبان‌شناس و کتابدار آلمانی (د. ۱۹۶۴)